# El Cós (Montagut i Oix)
El Cós és una muntanya de 604 metres que es troba al municipi de Montagut i Oix, a la comarca catalana de la Garrotxa.
Al cim podem trobar-hi un vèrtex geodèsic (referència 299085001).